# Baptisten in Lettland
Baptisten in Lettland gibt es nachweislich seit 1860. Der weitaus größte Teil der lettischen Baptisten ist im Bund der Baptistengemeinden Lettlands (lettisch Latvijas Baptistu Draudžu savienība; abgekürzt LBDS) vereinigt. Dessen Gründung geht auf das Jahr 1881 zurück, in dem sich die litauischen, estnischen und lettischen Gemeinden von der Preußischen Vereinigung des deutschen Baptistenbundes lösten und die Vereinigung der baltischen Baptisten ins Leben riefen. Einige Baptistengemeinden meist russischer Prägung sind dem Bund nicht angeschlossen und wirken als sogenannte freie Gemeinden.

## Geschichte

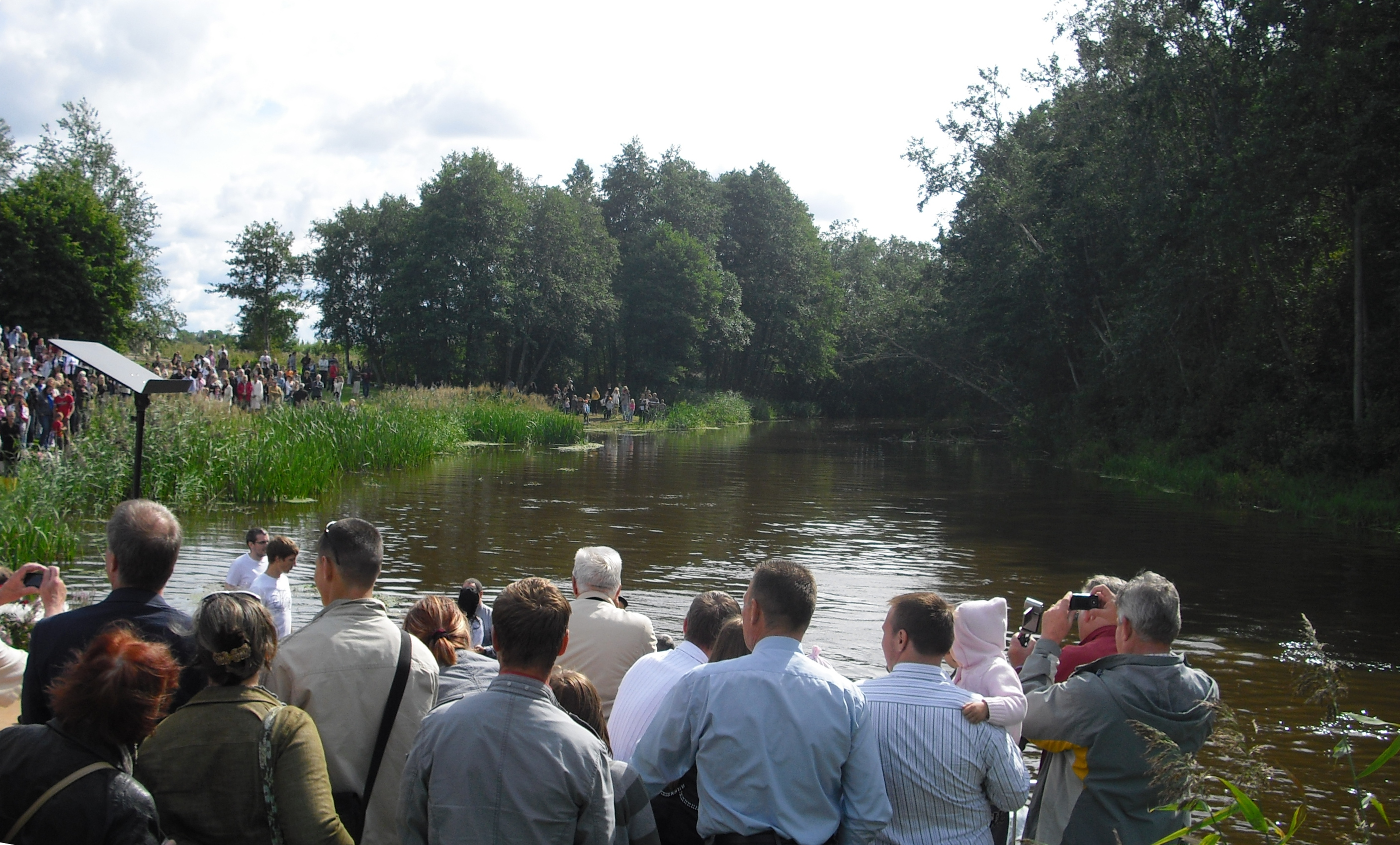
Taufgottesdienst bei Uschawa im August 2010. An dieser Stelle fand 1861 die erste Baptistentaufe Lettlands statt.

Matthäuskirche der Rigaer Baptistengemeinde (erbaut 1902)

Die Keimzelle des lettischen Baptismus lag in Memel. Hier hatte sich im Oktober 1841 eine kleine baptistische Gemeinde konstituiert, die in den Folgejahren zur damals größten kontinentaleuropäischen Baptistenkirche heranwuchs. Bereits zehn Jahre nach ihrer Gründung errichtete sie ein Gotteshaus mit 2000 Sitzplätzen. Hier wurde am 1. September 1855 auch der Lette Fricis Jekabsons getauft.

### Anfänge
Jekabsons war ein junger Schiffszimmermann, der als Arbeitssuchender nach Memel gekommen war und dort Kontakt zu den Baptisten fand. Kurz nach seiner Taufe zog er ins Kurländische und gründete in Liebau einen Gebets- und Bibelkreis, dessen Teilnehmer alsbald zu den baptistischen Grundüberzeugungen fanden. Zu diesem Kreis gehörte auch Adam Gärtner (lettisch: Adams Gertners) und seine Frau, die mit neun weiteren Letten im Jahr 1860 nach Memel reisten, um sich dort ebenfalls taufen zu lassen. Diese Taufe gilt heute als der offizielle Gründungsakt der baptistischen Bewegung in Lettland, das sich damals unter russischer Herrschaft befand. Ein halbes Jahr später wurden weitere vierzehn Letten in Memel getauft und wenige Monate später nochmals sieben Personen. Die erste Baptistentaufe auf lettischem Gebiet fand nur ein Jahr später statt. In einem Fluss bei Uschawa taufte Adam Gärtner am 5. Oktober 1861 72 Gläubige. Nur vier Jahre später gab es bereits über tausend Baptisten in Lettland.

### Verfolgungen
Mit dem Wachstum der Bewegung nahmen auch die Verfolgungen zu, die vor allem durch die evangelisch-lutherischen Kirchenbehörden initiiert wurden. Bereits die dritte Reise nach Memel brachte jedem der Neugetauften fünfzehn Rutenhiebe und hohe Geldstrafen ein. Später wurden die Besucher der verbotenen baptistischen Gottesdienste gefesselt dem Gericht überliefert und dort zu mehrwöchigen Gefängnisstrafen verurteilt. Adam Gärtner saß wegen einer vollzogenen Taufe über ein Jahr im Zuchthaus.
Führende Persönlichkeiten der Memeler und deutschen Baptisten intervenierten bei den russischen Regierungsstellen in Mitau, Riga und Sankt Petersburg. Dem russischen Zar Alexander II. wurde sogar von zwei Abgesandten der Memeler Gemeinde ein Bittschreiben überreicht. Ende 1864 besuchte Johann Gerhard Oncken Petersburg, um dort Fürsprache für die verfolgten lettischen Baptisten einzulegen. Am 8. August 1863 erließ der russische Zar ein kaiserliches Dekret, das die Verfolgung der Baptisten untersagte und ihnen im gewissen Rahmen Religionsfreiheit gewährte. Als Begründung wurde unter anderem angeführt, dass die Lehre der Baptisten im Russischen Reich nicht verboten sei. Zwar wurde Adam Gärtner sofort aus der Haft entlassen, die Verfolgungen dauerten jedoch noch mehrere Jahre an. Erst 1865 trat eine Wende ein, die auch in Polen, Südrussland und anderen Gebieten des russischen Reiches erfolgte. Die evangelisch-lutherische Landeskirche Lettlands bedauerte ausdrücklich die den Baptisten gewährte Religionsfreiheit.

### Weitere Entwicklungen

Baptistenkirche in Windau (lettisch: Ventspils), erbaut 1895

Bis in die 1870er Jahre waren die lettischen Baptistengemeinden weitgehend abhängig von der Memeler Muttergemeinde. 1876 konstituierte sich die Gemeinde in Riga, die nur zwei Jahre später eine Kirche mit 1500 Sitzplätzen einweihen konnte. 1881 erhielt die Libauer Gemeinde ihre Selbständigkeit; es folgten die Gemeinden in Windau, Hasau, Goldingen und Hasenpoth. Neben lettischen entstanden in der Folgezeit auch deutsch- und russischsprachige Gemeinden.
1881 lösten sich die lettischen Gemeinden vom Bund der deutschen Baptisten und schlossen sich zur Baltischen Vereinigung zusammen, der Vorläuferorganisation des heutigen lettischen Baptistenbundes.
Die ersten Jahrzehnte des 20. Jahrhunderts brachten ein starkes Wachstum. In einem Bericht aus dem Jahr 1934 heißt es: „In dem nicht ganz zwei Millionen Seelen starken Lettenvolk gibt es über 10.000 Baptisten mit 180 Predigern und Predigthelfern in 120 Gemeinden und Stationen, dazu 8000 Sonntagsschulkinder und 65 Gotteshäuser.“ Im Jahr 1938 wurden 12.000 Mitglieder und 109 Kirchen gezählt. Mit Hilfe amerikanischer und englischer Baptisten konnte im Stadtzentrum von Riga ein mehrstöckiges Gebäude erworben werden, in dem (mit Unterbrechung) sich bis heute die Ausbildungsstätte der lettischen Baptistenpastoren und der Buchverlag befinden.

## Organisation
Der lettische Baptistenbund hat eine kongregationalistische Organisationsstruktur. Die Gemeinden sind weitgehend autonom und delegieren Aufgaben, die sie allein nicht durchführen können, an den nationalen Verband. Jede Ortsgemeinde entsendet entsprechend ihrer Größe Abgeordnete zum jährlich stattfindenden Kongress des Baptistenbundes. Der Kongress entscheidet über alle gemeinsamen Angelegenheiten und wählt das Präsidium sowie den Leiter des Bundes.

### Episkopale Baptistenkirche

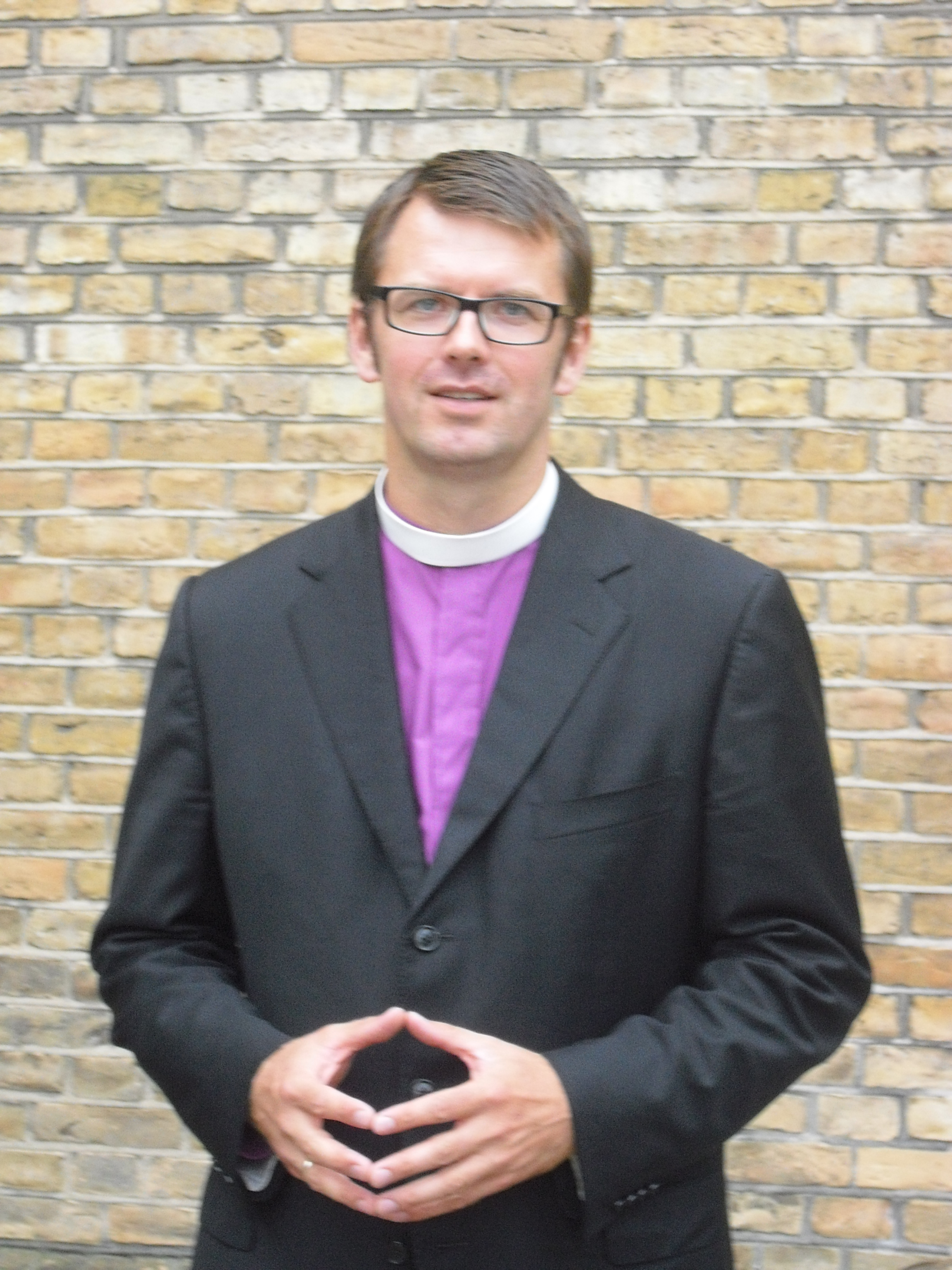
Ehemaliger Bischof Pēteris Sproģis

Bis 1944 trugen die jeweiligen Leiter des lettischen Baptistenbundes die Amtsbezeichnungen Vorsteher, Vorsitzender und Präsident (lettisch: priekšnieks, priekšsēdētājs, prezidents), seit 1944 lautet die Bezeichnung des Leiters der lettischen Baptistenunion Bischof (bīskaps). Damit gehören die lettischen Baptisten zu den wenigen episkopokalen Gemeinschaften dieser Freikirche.

### Liste der lettischen Baptistenbischöfe seit 1944
- Kārlis Lāceklis (1944 bis 1946)
- Augusts Korps (1946 bis 1948)
- Andrejs Rēdlihs (1949 bis 1952)
- Fricis Hūns (1953–1959)
- Pēteris Egle (1966–1977)
- Jānis Tervits (1977–1990)
- Jānis Eisāns (1990–1996)
- Andrejs Šterns (1996–2002)
- Dr. Jānis Alfrēds Šmits (2002–2006)
- Pēteris Sproģis (seit 2006, erneut bestätigt durch den baptistischen Kongress am 28. August 2010 in Ventspils)[8]
- Kaspars Šterns (seit 2016)

## Zusammenarbeit
Die lettischen Baptisten gehören zur Europäisch-Baptistischen Föderation und zum Weltbund der Baptisten. Zur Evangelisch-lutherischen, orthodoxen und Römisch-katholischen Kirche in Lettland bestehen gute ökumenische Beziehungen. Die Bischöfe der drei genannten Kirchen waren bei den Feierlichkeiten des 150-jährigen Jubiläums des lettischen Baptistenbundes als besonders geladene Gäste anwesend und überbrachten Grüße ihrer Kirchengemeinschaften.
Auch gehören die lettischen Baptisten zum Ökumenischen Rat der Kirchen und arbeiten in der Evangelischen Allianz mit.

## Lettische Baptistengemeinden außerhalb Lettlands
Durch die Auswanderung lettischer Baptisten entstanden in den USA, in Kanada und in Brasilien lettischsprachige Gemeinden, die in eigenständigen Bünden organisiert sind. Die lettischen Baptisten in den USA und Kanada haben sich in der Union of Latvian Baptists in America (lettisch: Amerikas latviešu baptistu apvienība; deutsch: Union der lettischen Baptisten in Amerika) zusammengeschlossen. Die lettischen Gemeinden in Brasilien gehören zur Associação Batista Leta do Brasil (lettisch: BRAZĪLIJAS LATVIEŠU BAPTISTU APVIENĪBA; deutsch: Vereinigung lettischer Baptisten in Brasilien).
In den Vereinigten Staaten finden sich unter anderem lettische Baptistengemeinden in Boston und in Chicago. Auch im kanadischen Toronto existiert eine lettischsprachige Gemeinde. In Vārpa / Brasilien befindet sich seit den 1930er-Jahren eine Baptistenkolonie.